# Rodrigo Caetano
Rodrigo Vilaverde Caetano (Santo Antônio da Patrulha, 18 de fevereiro de 1970) é um dirigente esportivo e ex-futebolista brasileiro que atuava como meio-campista. Atualmente é coordenador executivo geral das Seleções Masculinas Brasileira.
Formado em administração de empresas (PUCRS) e pós-graduado em gestão empresarial (FGV), está entre os pioneiros no cargo de executivo de futebol no Brasil e é referência no mercado nacional pelos trabalhos bem sucedidos em clubes da elite do futebol nacional.
Como atleta, sofreu uma grave lesão no joelho atuando pelo Brasil de Farroupilha, quando estava em seu melhor momento na carreira e seria negociado com o futebol espanhol. Era considerado um jogador técnico e habilidoso.

## Carreira como jogador

### Início
Rodrigo Caetano começou a jogar futebol nas categorias de base do Grêmio, subindo ao time principal treinado por Evaristo de Macedo. Canhoto, teve sua estreia na equipe principal em 1990, atuando como meia-esquerda, mas sem ter muitas oportunidades, foi negociado com o Mogi Mirim, em 1992.

### O auge
Nesta equipe, fez parte do plantel que tinha como destaques Rivaldo, Leto e Válber. Ao sair do Mogi Mirim, defendeu o Brasil de Farroupilha e o Juventude, entre outras equipes. Na Serra Gaúcha, teve destaque e viveu a melhor fase em sua carreira. Esteve entre os artilheiros do Campeonato Gaúcho de 1995 e sagrou-se vice-campeão Gaúcho em 1996. Foi eleito o melhor jogador do interior do estado ainda no ano de 1997, chegando inclusive a assinar um pré-contrato com o Compostela, que, à época, disputava a La Liga (primeira divisão do Campeonato Espanhol). Uma lesão em um confronto contra o Internacional, no entanto, o afastou dos gramados por quase um ano e o negócio foi cancelado.
Por conta da lesão, teve dificuldade em voltar aos gramados. Retomou o bom nível no futebol gaúcho atuando novamente por Caxias e Brasil de Pelotas. No Rio Grande do Sul, ainda vestiu as camisas do Caxias, São José, Brasil de Pelotas, Avenida, Guarani de Venâncio Aires, Passo Fundo e Veranópolis. 
Em 2003, recebeu o convite de Paulo César Carpegiani para dirigir o RS Futebol, do Rio Grande do Sul, e decidiu então encerrar a carreira de jogador.

## Carreira como dirigente esportivo

### Grêmio
Rodrigo foi um dos pioneiros na carreira de Executivo de Futebol no Brasil.  Começou no Grêmio, trabalhando nas categorias de base, em uma época que o clube revelou jogadores de destaque como Anderson, Lucas, Douglas Costa e Carlos Eduardo. No grupo principal, participou da campanha que reconduziu o time para a elite do futebol nacional, em 2005; foi bicampeão gaúcho e vice-campeão da Copa Libertadores de 2007.

### Vasco da Gama
Em 2009 foi contratado pelo Vasco, que havia recém sido rebaixado para a Série B. Mais uma vez, conduziu um grande clube de volta para a elite nacional. O Vasco foi campeão da Série B e ainda foi semifinalista da Copa do Brasil do mesmo ano. Com a reformulação do elenco comandada pelo executivo, o Vasco novamente voltou a ser protagonista no cenário nacional, sagrando-se campeão da Copa do Brasil de 2011 e foi vice-campeão do Brasileirão. 

### Fluminense
Caetano acertou sua transferência para o Fluminense no início de 2012, sendo contratado no dia 5 de janeiro. Permaneceu no clube por duas temporadas e participou de duas campanhas vitoriosas: as conquistas do Campeonato Carioca e do Campeonato Brasileiro.

### Retorno ao Vasco
Ainda no fim de 2013, após sondagens de clubes como o Internacional, Rodrigo Caetano acertou seu retorno ao Vasco da Gama, que novamente havia sido rebaixado para a segunda divisão. Em 2014, o Vasco, apesar de passar por grandes dificuldades financeiras, mais uma vez garantiu o retorno para a Série A. 

### Flamengo
No fim de 2014 assinou como o novo diretor-executivo do futebol Flamengo, onde permaneceu até metade de 2018. Sob a presidência de Eduardo Bandeira de Mello, o Flamengo tinha como objetivo inicial a recuperação financeira por conta da alta dívida. Durante os três anos da gestão, o Flamengo ganhou vários prêmios de gestão e transparência. O clube reduziu a dívida de R$ 750 milhões para R$ 360 milhões em 2017. Entre as negociações de destaque, está a venda do atacante Vinícius Júnior para o Real Madrid por 45 milhões de euros - segunda maior negociação de saída de um jogador no futebol brasileiro. Esportivamente, tendo Caetano como executivo, o Flamengo foi bicampeão Carioca, vice-campeão da Copa do Brasil de 2017 e vice-campeão da Copa Sul-Americana de 2017. 

### Internacional
Em março de 2018, Rodrigo foi anunciado pelo Internacional, na primeira temporada depois de o Clube retornar da Série B. O Inter foi destaque no Brasileirão do mesmo ano, terminando em 3⁰ lugar. Em 2019, o clube gaúcho foi vice-campeão da Copa do Brasil.

### Atlético Mineiro
Em 6 de janeiro de 2021, Rodrigo acertou para assumir a direção de futebol do Atlético Mineiro.
Em 16 de fevereiro de 2024, se despediu do Atlético para se juntar a Seleção Brasileira. Em 3 anos no clube, ajudou a montar um time extremamente competitivo, que conquistou diversos titulos como Campeonato Mineiro, Brasileirão, Copa do Brasil e Supercopa do Brasil.

### Seleção Brasileira
Em 16 de fevereiro de 2024, foi anunciado oficialmente pela Confederação Brasileira de Futebol (CBF) como o novo coordenador executivo geral das Seleções Masculinas de Futebol. Ele vai trabalhar junto do técnico Dorival Júnior na disputa da Copa América, nas Eliminatórias da Copa do Mundo 2026 e no planejamento de todo o calendário das Seleções Masculinas de Base. Ele também foi confirmado para continuar o trabalho ao lado do técnico Carlo Ancelotti, que será o responsável por comandar a Seleção Brasileira na reta final das eliminatórias e na Copa do Mundo de 2026.

## Títulos

### Como diretor executivo e gerente de futebol
RS Futebol
- Campeonato Gaúcho Sub-17 (Juvenil): 2004

Grêmio
- Campeonato Brasileiro - Série B: 2005
- Campeonato Gaúcho Sub-20 (Júnior): 2005, 2006 e 2007
- Copa FGF: 2006
- Campeonato Gaúcho: 2007
- Campeonato Brasileiro Infantil: 2007
- Copa Brasil Sub-15 (Infantil): 2008
- Copa Santiago Sub-17 (Juvenil): 2008
- Taça Belo Horizonte Sub-20 (Júnior): 2008
- Troféu Angelo Dossena Sub-20 (Júnior): 2008

Vasco da Gama
- Campeonato Brasileiro - Série B: 2009
- Torneio Octávio Pinto Guimarães de Juniores (Sub-20): 2009
- Copa da Hora: 2010
- Campeonato Carioca (Sub-20): 2010
- Taça Rio de Juniores (Sub-20): 2010
- Super Copa Cidade de Valença Juvenil (Sub-17): 2010
- Campeonato Carioca Infantil (Sub-15): 2010
- Copa do Brasil: 2011
- Taça Guanabara Juvenil (Sub-17): 2011
- Campeonato Carioca Infantil (Sub-15): 2011
- Taça Guanabara Infantil (Sub-15): 2011
- Campeonato Carioca de Juniores: 2015

Fluminense
- Taça Guanabara: 2012
- Campeonato Carioca: 2012
- Campeonato Brasileiro: 2012
- Campeonato Carioca (Sub-20): 2012 e 2013

Flamengo
- Torneio Super Series: 2015
- Copa São Paulo de Futebol Júnior: 2016 e 2018
- Troféu Carlos Alberto Torres: 2017
- Campeonato Carioca: 2017
- Taça Guanabara: 2018

Internacional
- Copa São Paulo de Futebol Júnior: 2020

Atlético Mineiro
- Campeonato Mineiro: 2021, 2022 e 2023
- Campeonato Brasileiro: 2021
- Copa do Brasil: 2021
- Supercopa do Brasil: 2022

## Campanhas de destaque

### Como diretor executivo e gerente de futebol
Grêmio
- Punta Cup Sub-18 (Juvenil) - Punta del Este: 2005 (3º colocado)
- Campeonato Brasileiro Sub-20: 2006 (vice-campeão)
- Copa Libertadores da América: 2007 (vice-campeão)
- Campeonato Brasileiro: 2008 (vice-campeão)

Vasco da Gama
- Campeonato Brasileiro: 2011 (vice-campeão)
- Copa do Brasil: 2011 (campeão)

Fluminense
- Campeonato Brasileiro: 2012 (campeão)

Flamengo
- Campeonato Brasileiro: 2016 (terceiro lugar)

Internacional
- Copa do Brasil: 2019 (vice-campeão)